# نظرية محيط كانفيلد

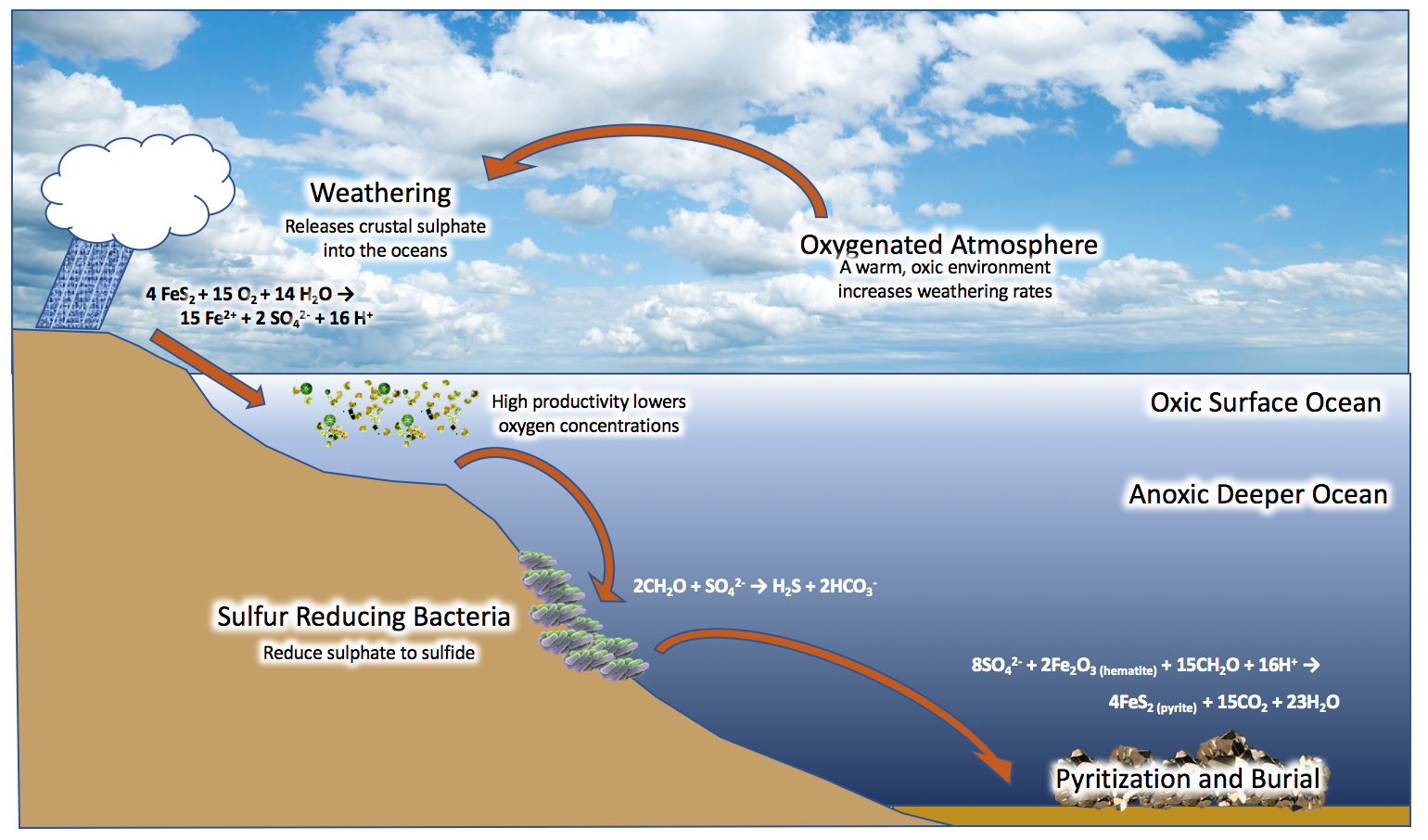
رسم تخطيطي للآليات المفترضة لتشكيل الظروف البيئية في أعماق المحيط أثناء العصر البليوني

تم اقتراح نموذج محيط كانفيلدCanfield Ocean) من قبل عالم الكيمياء الجيولوجية دونالد كانفيلد لشرح تركيب المحيط في منتصف إلى أواخر العصر البروتيروزوي.

## التاريخ
في ورقة بحثية نُشرت عام 1998 في مجلة Nature، زعم كانفيلد أن أعماق المحيط كانت خالية من الأكسجين و الكبريتيد ،المعروف أيضًا باسم الأكسنيكخلال فترة المليار الممل أي منذ 1.8  –  0.8 مليار سنة جيا، وأن هذه الظروف أوقفت ترسب المعادن من تشكيل تكوينات الحديد الحزاميالغنية بالحديد (BIF) في رواسب المحيط. قبل نظرية محيط كانفيلد، كان يُعتقد أن المحيط الذي أصبح مشبعًا بالأكسجين بالكامل أثناء حدث الأكسدة العظيم (؛ ~2.46 جيجا سنة) كان الآلية التي أوقفت ترسب تكوينات الحديد الحزامي.

## التشكيل
بحلول نهاية العصر الجليدي الكبير، وصلت مستويات الأكسجين في الغلاف الجوي إلى 10% من مستوياتها الحالية. وفي ظل هذه الظروف، من المرجح أن يظل المحيط العميق خاليا من الأكسجين. ومع ذلك، كان الغلاف الجوي يحتوي على ما يكفي من الأكسجين لتسهيل تجوية المعادن الأرضية المحتوية على الكبريتات، ونقلها( SO42- ) إلى المحيط من خلال الجريان السطحي. تم بعد ذلك اختزال الكبريتات بواسطة الكائنات الحية الدقيقة لإنتاج كبريتيد الهيدروجين (H 2 S):
<math xmlns="http://www.w3.org/1998/Math/MathML"><semantics><mrow class="MJX-TeXAtom-ORD"><mstyle displaystyle="true" scriptlevel="0"><mrow class="MJX-TeXAtom-ORD"><mn> {\displaystyle {\ce {2CH2O + SO4^2- -> H2S + 2HCO3^-}}}</mn><msubsup><mtext> {\displaystyle {\ce {2CH2O + SO4^2- -> H2S + 2HCO3^-}}}</mtext><mrow class="MJX-TeXAtom-ORD"><mn> {\displaystyle {\ce {2CH2O + SO4^2- -> H2S + 2HCO3^-}}}</mn></mrow></msubsup><mtext> {\displaystyle {\ce {2CH2O + SO4^2- -> H2S + 2HCO3^-}}}</mtext><mo> {\displaystyle {\ce {2CH2O + SO4^2- -> H2S + 2HCO3^-}}}</mo><msubsup><mtext> {\displaystyle {\ce {2CH2O + SO4^2- -> H2S + 2HCO3^-}}}</mtext><mrow class="MJX-TeXAtom-ORD"><mn> {\displaystyle {\ce {2CH2O + SO4^2- -> H2S + 2HCO3^-}}}</mn></mrow><mrow class="MJX-TeXAtom-ORD"><mn> {\displaystyle {\ce {2CH2O + SO4^2- -> H2S + 2HCO3^-}}}</mn><mo> {\displaystyle {\ce {2CH2O + SO4^2- -> H2S + 2HCO3^-}}}</mo></mrow></msubsup><mo stretchy="false"> {\displaystyle {\ce {2CH2O + SO4^2- -> H2S + 2HCO3^-}}}</mo><msubsup><mtext> {\displaystyle {\ce {2CH2O + SO4^2- -> H2S + 2HCO3^-}}}</mtext><mrow class="MJX-TeXAtom-ORD"><mn> {\displaystyle {\ce {2CH2O + SO4^2- -> H2S + 2HCO3^-}}}</mn></mrow></msubsup><mtext> {\displaystyle {\ce {2CH2O + SO4^2- -> H2S + 2HCO3^-}}}</mtext><mo> {\displaystyle {\ce {2CH2O + SO4^2- -> H2S + 2HCO3^-}}}</mo><mn> {\displaystyle {\ce {2CH2O + SO4^2- -> H2S + 2HCO3^-}}}</mn><msubsup><mtext> {\displaystyle {\ce {2CH2O + SO4^2- -> H2S + 2HCO3^-}}}</mtext><mrow class="MJX-TeXAtom-ORD"><mn> {\displaystyle {\ce {2CH2O + SO4^2- -> H2S + 2HCO3^-}}}</mn></mrow><mrow class="MJX-TeXAtom-ORD"><mo> {\displaystyle {\ce {2CH2O + SO4^2- -> H2S + 2HCO3^-}}}</mo></mrow></msubsup></mrow></mstyle></mrow><annotation encoding="application/x-tex"> </annotation></semantics></math>{\displaystyle {\ce {2CH2O + SO4^2- -> H2S + 2HCO3^-}}}</img>
بحلول عام 1.8 قبل الميلاد، كانت تركيزات الكبريتيد ( S2- ) مرتفعة بما يكفي لترسيب الحديد من أعماق المحيط عن طريق الارتباط بالأخير لتكوين البيريت ( FeS2 )، مما أدى فعليًا إلى إنهاء تكوين الحديد الحزامي.

## الدليل
تأتي معظم الأدلة على الظروف البيئية المحيطة من نسب النظائر المستقلة الموجودة في سجلات الرواسب. على سبيل المثال، وجد أن δ <sup id="mwOQ">34</sup> S، أو قياس تركيزات 34 S و32 S مقارنة بمعيارما، كان حوالي 40 ‰ أثناء المليار الممل. إن قيمة δ 34 S التي تزيد عن 45‰ ستكون دليلاً على محيط مؤكسج بالكامل، في حين أن قيمة δ 34 S التي تقل عن 5‰ ستدل على وجود جو خالٍ من الأكسجين.
في الورقة البحثية، استخدم كانفيلد أيضًا نموذجًا صندوقيًا لشرح كيفية تشكل المحيطات المتوسطة، أو المحيطات التي تتأكسد جزئيًا فقط. يوضح النموذج إذا افترضنا أن مستويات المغذيات كانت قريبة من مستوياتها الحالية، فإن مستويات الأكسجين في الغلاف الجوي كانت بحاجة إلى أن تكون أعلى بكثير في نهاية العصر الجليدي الكبير من أجل تزويد المحيط بالأكسجين بالكامل.

## النزاع العلمي
هناك بعض الخلاف حول استقرار اليوكسينيا واسعة النطاق. ستؤدي الظروف البيئية غير الملائمة إلى استنفاد المعادن الأساسية للحياة، مثل الموليبدينوم و النحاس.مما سيؤدي إلى منع المعدلات المرتفعة للإنتاج الأولي المطلوبة لتكوين المحيطات البيئية في المقام الأول. في الواقع، وجدت الأدلة من سجلات الصخر الزيتي أن تركيزات الموليبدينوم في المحيط كانت أقل من 1/5 من محيط اليوم.